# Савоя-Вилафранка
Савоя-Вилафранка (на италиански: Savoia-Villafranca) е кадетски клон на Дом Савоя-Каринян (на свой ред кадетски клон на Савойската династия). Клонът започва с първия граф на Вилафранка Евгений Иларион Савойски-Каринян, син на Лудвиг Виктор Савойски-Каринян, и изчезва със смъртта на принц Евгений Емануил Савойски-Вилафранка през 1888 г.
Кралските патентни грамоти от 14 септември 1888 г., предоставени от Умберто I, валидират като морганатичен брака на принц Евгений Емануил Савойски-Вилафранка с Феличита Крозио Канестро и признават графската титла на семейство Вилафранка-Соасон, която може да се предава чрез по пряка мъжка линия. Настоящият граф на Вилафранка-Соасон е Едуард Емануил Филиберт.

## Графове на Вилафранка
- 1778 – 1785: Евгений Иларион (* 21 октомври 1753, Торино, † 30 юни 1785, Домар сюр ла Люс)
- 1785 – 1825: Йосиф Мария (* 30 октомври 1783, Париж, † 15 октомври 1825, пак там)
- 1825 – 1888: Евгений Емануил (* 14 април 1816, Париж, † 15 декември 1888, Торино)

## Графове Вилафранка-Соасон
- 1888 – 1933: Йосиф Мария (* 16 март 1873, Торино, † 28 май 1933, Мерано)[3]
- 1933 – 1974: Евгений Йосиф (* 13 октомври 1902, Торино, † 5 април 1974, Болцано)
- 1974 – : Едуард Емануил Филиберт (* 17 април 1945, Колалбо)